# Posenhall
Posenhall är en by i civil parish Barrow, i distriktet Shropshire, i grevskapet Shropshire, i England. Byn är belägen 10 km från Bridgnorth. Posenhall var en civil parish 1858–1966 när blev den en del av Barrow och Dawley. Civil parish hade 15 invånare år 1951.